# Louvières-en-Auge
Louvières-en-Auge ([luvjɛʁ ɑ̃.n‿oʒ] ) ist eine französische Gemeinde mit 95 Einwohnern (Stand: 1. Januar 2022) im Département Orne in der Region Normandie (vor 2016 Basse-Normandie). Sie gehört zum Arrondissement Argentan und ist Mitglied im Gemeindeverband Terres d’Argentan Interco. Die Einwohner werden Louvièrois und Louvièroises genannt.

## Geografie

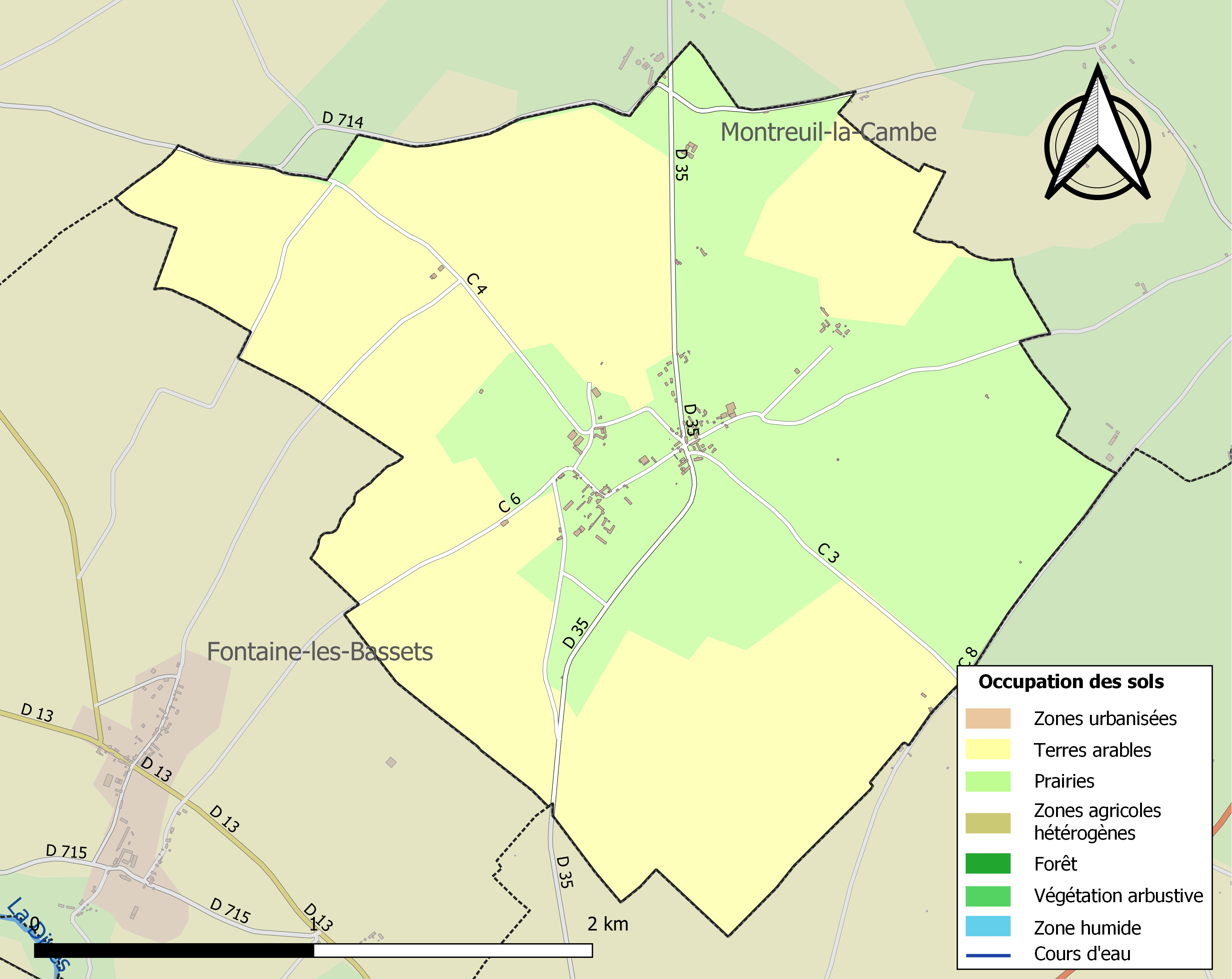
Bodennutzung und Infrastruktur der Gemeinde (2018)

Louvières-en-Auge liegt etwa 15 Kilometer nordnordöstlich von Argentan und etwa 50 Kilometer nördlich von Alençon in der Région naturelle Pays d’Auge. Das Flüsschen Radon, ein Nebenfluss der Dives, durchströmt das Gemeindegebiet von Nordost nach Südwest. Das Zentrum liegt auf einer Höhe von etwa 110 m. Das Relief des Gebiets erreicht eine Höhe von 84 m beim Austritt des Radon aus dem Gemeindegebiet und 152 m im äußersten Osten.
Nahezu die gesamte Fläche der Gemeinde wird landwirtschaftlich genutzt (Stand: 2018).
Umgeben wird Louvières-en-Auge von den Nachbargemeinden Montreuil-la-Cambe im Norden und Nordosten, Trun im Süden und Osten sowie Fontaine-les-Bassets im Westen und Südwesten.

## Bevölkerungsentwicklung

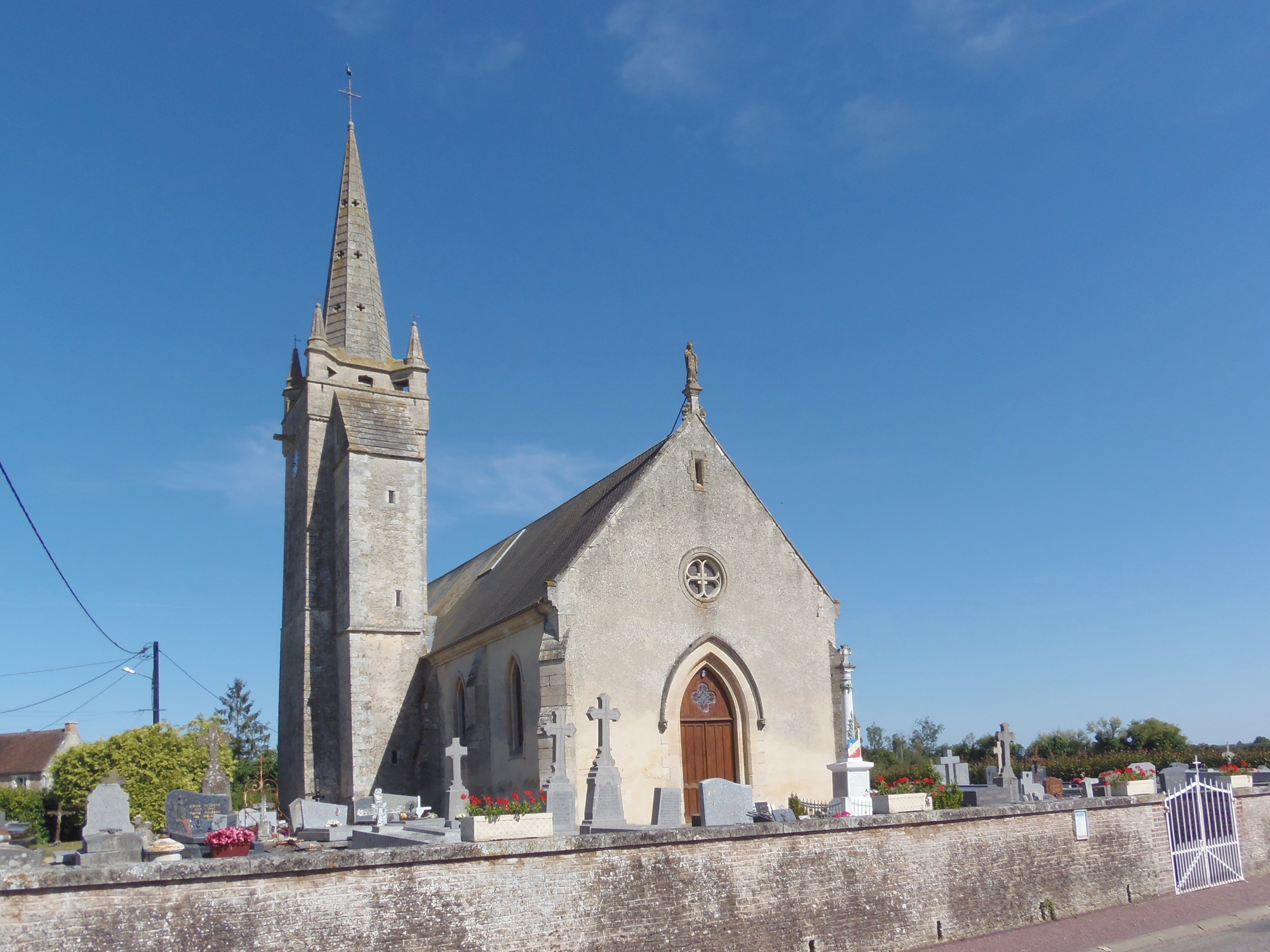
Kirche Saint-Pierre

| Louvières-en-Auge: Einwohnerzahlen von 1793 bis 2020                                                                       | Louvières-en-Auge: Einwohnerzahlen von 1793 bis 2020 | Louvières-en-Auge: Einwohnerzahlen von 1793 bis 2020 | Louvières-en-Auge: Einwohnerzahlen von 1793 bis 2020 | Louvières-en-Auge: Einwohnerzahlen von 1793 bis 2020 |
| --- | ---------------------------------------------------- | ---------------------------------------------------- | ---------------------------------------------------- | ---------------------------------------------------- |
| Jahr |                                                      |                                                      |                                                      | Einwohner                                            |
| 1793 | 1793                                                 |                                                      | 216                                                  | 216                                                  |
| 1800 | 1800                                                 |                                                      | 242                                                  | 242                                                  |
| 1806 | 1806                                                 |                                                      | 255                                                  | 255                                                  |
| 1821 | 1821                                                 |                                                      | 247                                                  | 247                                                  |
| 1836 | 1836                                                 |                                                      | 221                                                  | 221                                                  |
| 1841 | 1841                                                 |                                                      | 228                                                  | 228                                                  |
| 1846 | 1846                                                 |                                                      | 210                                                  | 210                                                  |
| 1851 | 1851                                                 |                                                      | 195                                                  | 195                                                  |
| 1856 | 1856                                                 |                                                      | 201                                                  | 201                                                  |
| 1861 | 1861                                                 |                                                      | 190                                                  | 190                                                  |
| 1866 | 1866                                                 |                                                      | 183                                                  | 183                                                  |
| 1872 | 1872                                                 |                                                      | 162                                                  | 162                                                  |
| 1876 | 1876                                                 |                                                      | 143                                                  | 143                                                  |
| 1881 | 1881                                                 |                                                      | 134                                                  | 134                                                  |
| 1886 | 1886                                                 |                                                      | 146                                                  | 146                                                  |
| 1891 | 1891                                                 |                                                      | 145                                                  | 145                                                  |
| 1896 | 1896                                                 |                                                      | 148                                                  | 148                                                  |
| 1901 | 1901                                                 |                                                      | 120                                                  | 120                                                  |
| 1906 | 1906                                                 |                                                      | 112                                                  | 112                                                  |
| 1911 | 1911                                                 |                                                      | 116                                                  | 116                                                  |
| 1921 | 1921                                                 |                                                      | 111                                                  | 111                                                  |
| 1926 | 1926                                                 |                                                      | 124                                                  | 124                                                  |
| 1931 | 1931                                                 |                                                      | 135                                                  | 135                                                  |
| 1936 | 1936                                                 |                                                      | 121                                                  | 121                                                  |
| 1946 | 1946                                                 |                                                      | 134                                                  | 134                                                  |
| 1954 | 1954                                                 |                                                      | 138                                                  | 138                                                  |
| 1962 | 1962                                                 |                                                      | 143                                                  | 143                                                  |
| 1968 | 1968                                                 |                                                      | 120                                                  | 120                                                  |
| 1975 | 1975                                                 |                                                      | 91                                                   | 91                                                   |
| 1982 | 1982                                                 |                                                      | 87                                                   | 87                                                   |
| 1990 | 1990                                                 |                                                      | 90                                                   | 90                                                   |
| 1999 | 1999                                                 |                                                      | 95                                                   | 95                                                   |
| 2006 | 2006                                                 |                                                      | 84                                                   | 84                                                   |
| 2013 | 2013                                                 |                                                      | 76                                                   | 76                                                   |
| 2020 | 2020                                                 |                                                      | 91                                                   | 91                                                   |
| Quelle(n): EHESS/Cassini bis 1999, INSEE ab 2006 Anmerkung(en): Ab 1962 offizielle Zahlen ohne Einwohner mit Zweitwohnsitz |                                                      |                                                      |                                                      |                                                      |

## Sehenswürdigkeiten
- Kirche Saint-Pierre aus dem frühen 20. Jahrhundert, Glockenturm aus dem 16. Jahrhundert
- Kapelle Notre-Dame-de-Lourdes
- Pfarrhaus aus dem 18. Jahrhundert
- Gestüt Le Logis

## Verkehr
Louvières-en-Auge liegt abseits größerer Verkehrsachsen. Die nachgeordnete Departementsstraße D 35 und lokale Landstraßen verbinden das Zentrum mit den Weilern der Gemeinde und den Nachbargemeinden.